# Rekurthi
Rekurthi es una ciudad censal situada en el distrito de Karimnagar en el estado de Telangana (India). Su población es de 7626habitantes (2011). 

## Demografía
Según el censo de 2011 la población de Rekurthi era de 7626 habitantes, de los cuales 3792 eran hombres y 3834 eran mujeres. Rekurthi tiene una tasa media de alfabetización del 67,68%, superior a la media estatal del 67,02%: la alfabetización masculina es del 76,44%, y la alfabetización femenina del 59,21%.